# Antena de Oro 2011
La XXXIX Edició dels premis Antena de Oro 2011 se celebrà 5 de novembre de 2011 al casino d'Aranjuez.

## Televisió
- María Casado, per 59 Segundos, de TVE
- Carlos Sobera, per Atrapa un millón, de Antena 3
- Marta Reyero, per Noticias Cuatro, de Cuatro
- Christian Gálvez, per Pasapalabra, de Telecinco
- Miriam Santamaria i Brichs, per El Tiempo, de La Sexta
- Bertín Osborne, per Un granito de arena, d'Intereconomía
- Manuel Torreiglesias per +vivir d'Intereconomía
- Javier Alonso, director d'Informació Religiosa de 13 TV

## Ràdio
- Juan Ramón Lucas, per En días como hoy, de RNE
- Manolo Lama de la Cadena COPE
- Albert Castillón Goni, per Queremos Hablar, de Punto Radio
- Macarena Berlín González, per Hablar por hablar, de la Cadena SER

## Trajectòria Professional
- José Antonio Abellán Hernández

## Altres
- María Dolores de Cospedal
- Selecció de bàsquet d'Espanya[3]
- El Imparcial
- Marta Robles
- Antics alumnes de Radio Juventud de España